# Krokodyl Dundee w Los Angeles
Krokodyl Dundee w Los Angeles (ang. Crocodile Dundee in Los Angeles, znany również jako Crocodile Dundee 3) – australijsko-amerykańska komedia przygodowa z 2001 roku w reżyserii Simona Wincera. Jest to kontynuacja filmów Krokodyl Dundee (1986) i Krokodyl Dundee II (1988), a także trzeci i ostatni film z całej trylogii. Główną rolę w filmie zagrał australijski aktor Paul Hogan. Wyprodukowana przez Paramount Pictures i Universal Studios.
Premiera filmu miała miejsce 12 kwietnia 2001 roku w Australii. Sześć dni później premiera filmu odbyła się 18 kwietnia 2001 roku w Stanach Zjednoczonych.

## Opis fabuły
Sue Charlton (Linda Kozlowski) jedzie do Stanów Zjednoczonych do Los Angeles. Towarzyszy jej życiowy partner, australijski traper Michael J. Dundee (Paul Hogan). Kobieta zostaje szefową jednej z gazet. Rozpoczyna śledztwo w sprawie śmierci swojego poprzednika. Kobieta może liczyć na pomoc Michaela.

## Obsada
Źródło: Filmweb
- Paul Hogan jako Michael J. "Krokodyl" Dundee
- Linda Kozlowski jako Sue Charlton
- Jere Burns jako Arnan Rothman
- Jonathan Banks jako Milos Drubnik
- Aida Turturro jako Jean Ferraro
- Paul Rodriguez jako Diego
- Jay Acovone jako Eric
- Clare Carey jako skater
- Keli Daniels jako Didi
- Rick Gonzalez jako członek gangu
- Jim Davidson jako policjant
- Mike Tyson jako on sam
- Serge Cockburn jako Mikey Dundee
- Kaitlin Hopkins jako panna Mathis
- Alec Wilson jako Jacko

i inni.